# داویت بیراتو
داویت سیوم بیراتو (زادهٔ ۲۷ ژوئیه ۱۹۹۶) یک دوندهٔ اتیوپیایی در رشته‌های دو نیمه‌استقامت و دو استقامت است که در دوی ۱۵۰۰ متر تخصص دارد. او در مسابقات قهرمانی جهان در سال ۲۰۱۵ به مقام چهارم رسید و در قهرمانی جهان داخل سالن در سال ۲۰۱۶ مدال نقره را کسب کرد. داویت در دوی ۵۰۰۰ متر در مسابقات قهرمانی جهان در سال ۲۰۲۲ مدال برنز را به دست آورد.
او در دسته تخصصی خود، در قهرمانی نوجوانان جهان در سال ۲۰۱۳ موفق به کسب مدال نقره شد و در قهرمانی نوجوانان جهان در سال ۲۰۱۴ به مدال طلا دست یافت.

## حرفه
داویت سیوم اولین مدال خود را در سطح ملی در سال ۲۰۱۳ با کسب عنوان قهرمانی نوجوانان اتیوپی در دوی ۱۵۰۰ متر به دست آورد. پس از آن، او در مسابقات لیگ الماس شرکت کرد و در مسابقات لیگ الماس دوحه رکورد شخصی خود را با زمان ۴:۱۴٫۹۵ دقیقه ثبت کرد. او برای شرکت در دوی ۱۵۰۰ متر در مسابقات قهرمانی جوانان جهان در دو و میدانی سال ۲۰۱۳ که در دونتسک، اوکراین برگزار شد، انتخاب شد و در این مسابقات به مقام دومی رسید که اولین بار بود اتیوپی به هر دو مقام اول و دوم در این مسابقات، دست می‌یافت. او در مسابقات قهرمانی دو و میدانی نوجوانان آفریقا در سال ۲۰۱۳ با زمان ۴:۰۹٫۰۰ دقیقه که چند ثانیه بهتر از تیگست گاشاو بود، قهرمان شد.
داویت نخستین مسابقه داخلی خود را در فوریه ۲۰۱۴ در آلیروکوماب با زمان ۴:۰۹٫۰۸ دقیقه در دوی ۱۵۰۰ متر به پایان رساند. در مسابقات شهر راباط، او با زمان ۳:۵۹٫۵۳ دقیقه پیروز شد که این زمان رکورد جوانان اتیوپی و رکورد مسابقه بود و او را در رتبه هفتم در رتبه‌بندی جهانی آن سال قرار داد. او در مسابقات جایزه بزرگ آدیداس که در شهر نیویورک برگزار می‌شد، به مقام دومی رسید. داویت به عنوان پیشتازِ مسابقات نیویورک وارد مسابقات قهرمانی جوانان جهان در سال ۲۰۱۴ در اوگان شد و مدال طلای مسابقات را کسب کرد. اولین مدال بزرگسالان او در مسابقات قهرمانی آفریقا در دو و میدانی سال ۲۰۱۴ بود که در آن مسابقات مدال نقره را کسب کرد. داویت برای نمایندگی تیم آفریقا در جام قاره‌ای ۲۰۱۴ انتخاب شد و با کسب مدال برنز به کار خود پایان داد.
در سال ۲۰۱۵، داویت سیوم در دوی ۱۵۰۰ متر در مسابقات قهرمانی دو و میدانی نوجوانان آفریقا در سال ۲۰۱۵ مدال طلا کسب کرد، در مسابقات جهانی دو و میدانی ۲۰۱۵ در پکن به مقام چهارم رسید و در بازی‌های آفریقایی که در برازاویل برگزار شد، قهرمان شد.
در سال بعد، داویت در قهرمانی جهانی داخل سالن ۲۰۱۶ که در پورتلند برگزار شد، مدال نقره را در رویداد تخصصی خود کسب کرد و در فینال دوی ۱۵۰۰ متر در المپیک ریو ۲۰۱۶ به مقام هشتم رسید.
در مسابقات جهانی داخل سالن ۲۰۱۸ که در بیرمنگام برگزار شد، او در مراحل مقدماتی حذف شد و نتایج مطلوبی کسب نکرد.
در فوریه ۲۰۲۲، داویت در رویدادی که در لیون برگزار شد، با ثبت زمان ۸:۲۳٫۲۴ دقیقه در دوی ۳۰۰۰ متر رکورد جهانی را ثبت کرد و به سومین زن سریع در این رویداد داخل سالن تبدیل شد. او در ماه بعد در قهرمانی‌های جهانی داخل سالن ۲۰۲۲ که در بلگراد برگزار شد، با زمان ۸:۴۴٫۵۵ دقیقه در مقام پنجم قرار گرفت.
در مسابقات جهانی دو و میدانی ۲۰۲۲ که در اورگان در ماه ژوئیه برگزار شد، داویت در دوی ۵۰۰۰ متر رقابت کرد و با زمان ۱۴:۴۷٫۳۶ دقیقه مدال برنز را کسب کرد. او سال را با موفقیت به پایان رساند و برای دومین بار متوالی در مسابقات بی‌او-کلاسیک که در بولزانو، ایتالیا برگزار شد، در دوی ۵ کیلومتر جاده‌ای پیروز شد.